# Осиповичский сельсовет (Минская область)
Оси́повичский сельсовет — административная единица на территории Вилейского района Минской области Беларуси

## История
Осиповичский сельский Совет образован в 1940 году

## Состав
Осиповичский сельсовет включает 24 населённых пункта:
- Баранцы — деревня.
- Глинное — деревня.
- Гостилово — деревня.
- Доманово — деревня.
- Дубище — деревня.
- Заспорня — деревня.
- Избино — деревня.
- Илищевичи — деревня.
- Копище — деревня.
- Комары — деревня.
- Красный Бережок — деревня.
- Кутьки — деревня.
- Мамаи — деревня.
- Медведино — деревня.
- Осиновка — деревня.
- Осиповичи — деревня.
- Приозерный — посёлок.
- Раздоры — деревня.
- Ручевые — деревня.
- Трепалово — деревня.
- Холянино — деревня.
- Цна — деревня.
- Шведы — деревня.
- Шиловичи — агрогородок.

## Производственная сфера
- Хозрасчётный участок «Вилейка» Института рыбного хозяйства НАН Беларуси
- ПХ «Осиповичи» ОАО «Вилейский райагросервис».

## Социально-культурная сфера
- Здравоохранение: 2 фельдшерско-акушерских пункта.
- Образование: учебно-педагогический комплекс детский сад-общеобразовательная средняя школа, дошкольное учреждения
- Культура: 1 сельский Дом культуры, 3 библиотеки.